# Bítouchov
Bítouchov (deutsch Bitouchow) ist eine Gemeinde mit 394 Einwohnern (Stand 1. Januar 2021) im Středočeský kraj. Der Ort liegt in 281 m ü. M. auf einer bewaldeten Ebene, 12 Kilometer nördlich der Bezirksstadt Mladá Boleslav.

## Geschichte
Die ersten Erwähnungen stammen aus dem 12. Jahrhundert. Damals war es üblich, dass Orte nach den Gründern benannt wurden. So wurde aus dem „Bitúchův Dvůr“ später „Bítúchov“ und in der Neuzeit zunächst „Bytouchov“, dann „Bítouchov“.
Im 16. Jahrhundert hatte Bítouchov 13, das benachbarte Dorf Dolánky 7 Siedlungsstellen. Beide Orte gehörten zum Herrschaftsbereich der Burg Zvířetice. Auf Betreiben der dortigen Herren von Wartenberg ließen sich in Bítouchov, wie auch in einigen anderen Dörfern der Herrschaft, deutsche Siedler nieder.
Nach Aufhebung der Patrimonialherrschaften 1848 blieben die Orte des ursprünglichen Gerichtsbezirkes zusammengehörig. Neben Bítouchov und Dolánky gehörten noch Nová Ves, Bradlec, Zvířetice, Dalešice und Chudoplesy zu dem Ortsverband. Seit 1890 ist Bítouchov eine selbstständige Gemeinde. Ihr zugeordnet sind die Siedlungen Dolánky und Teile von Velký und Malý Rečkov.

## Sehenswürdigkeiten
- Ruinen der Burg Zvířetice
- Burg Michalovice
- Landschaft um den Berg Bezděz
- Naturreservat Klokočka
- Felsenburg Drábské světničky
- Felsenburg Valečov
- Mužský vrch, höchster Hügel des Bezirks

## Ortsteile

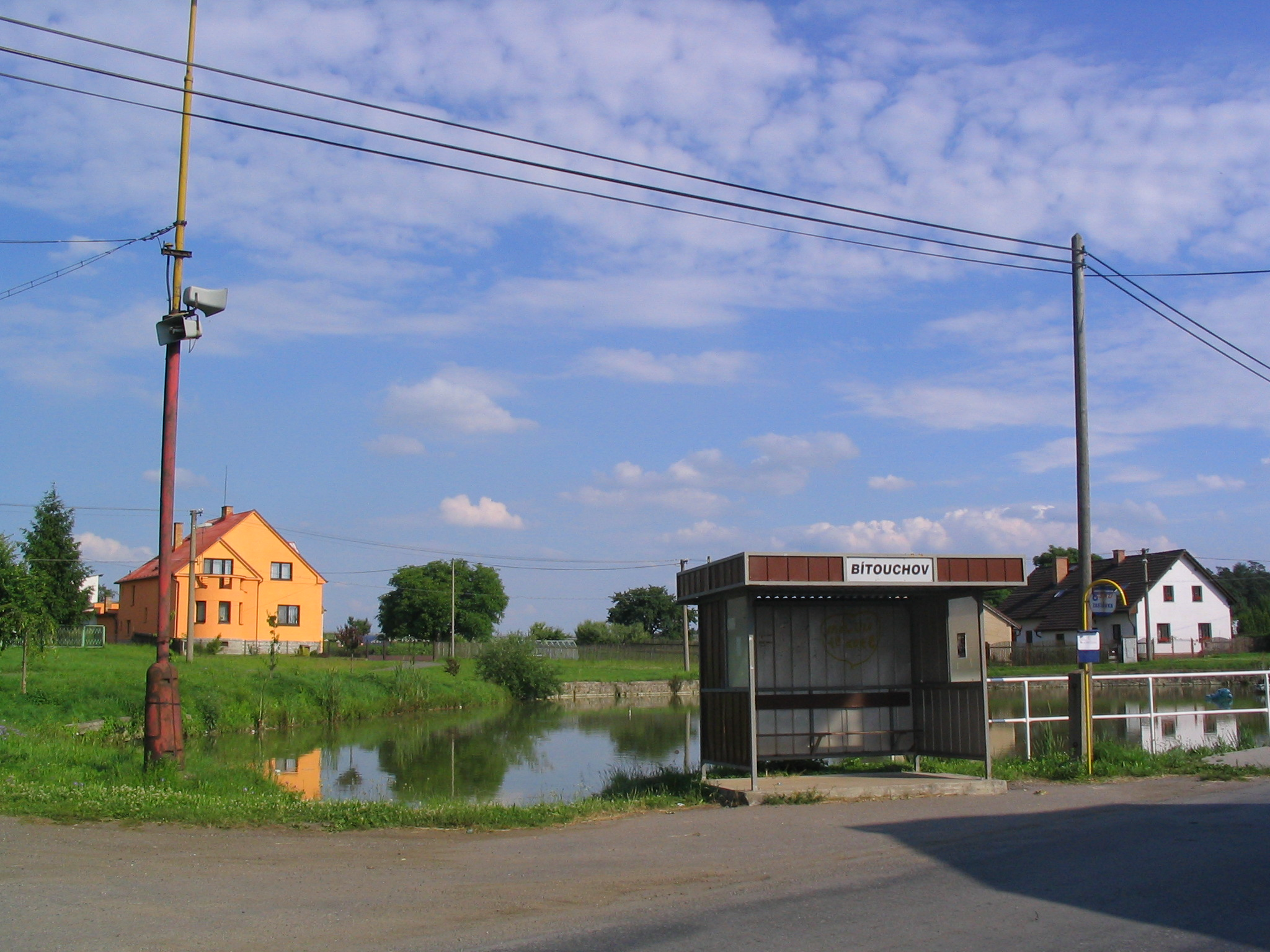
Bítouchov, Dorfplatz mit Dorfteich

Zur Gemeinde Bítouchov gehören neben dem Ort Bítouchov die Siedlungen Dalešice (Daleschitz), und Dolánky (Dolanek).